# Robinsonia banghaasi
Robinsonia banghaasi là một loài bướm đêm thuộc phân họ Arctiinae, họ Erebidae.